# Impfdurchbruch
Als Impfdurchbruch (auch Durchbruchsinfektion (englisch vaccine breakthrough infection) bzw. sekundäres Impfversagen) wird eine symptomatische Infektion bei einem Geimpften bezeichnet, die mittels RT-PCR-Test oder Erregerisolierung diagnostiziert wurde.
Für Impfdurchbrüche gibt es verschiedene Ursachen. Eine Möglichkeit ist eine Mutation des Pathogens, gegen das geimpft worden ist. Wenn dadurch der Erreger nicht mehr vom Immunsystem erkannt wird, kommt es trotz einer vorangegangenen Impfung oder einer überstandenen Infektion zu einer Erkrankung.

## Verwendung der Begriffe:ImpfdurchbruchundImpfversagen
Die Begriffe Impfdurchbruch und Impfversagen werden im Fachwörterbuch Infektionsschutz (Hrsg.: Robert Koch-Institut) synonym verwendet.
Von einem wahrscheinlichen Impfdurchbruch spricht das Robert Koch-Institut (RKI) bei einer „SARS-CoV-2-Infektion mit klinischer Symptomatik, die bei einer vollständig geimpften Person mittels RT-PCR-Test oder Erregerisolierung diagnostiziert wurde. Ein vollständiger Impfschutz wird angenommen, wenn nach einer abgeschlossenen Impfserie (2 Impfstoffdosen Moderna-, BioNTech- oder AstraZeneca-Vakzine bzw. 1 Impfdosis Janssen-Vakzine) mindestens zwei Wochen vergangen sind.“ Unausgesprochen wird weiter angenommen, dass der Impfschutz noch wirksam ist, was nach mehreren Monaten aber nicht mehr der Fall ist.

## Beispiele
- Beim Hepatitis-B-Virus sind Mutationen im HBsAg beschrieben, die zu einem Impfdurchbruch führen.[7][8]
- Beim Influenzavirus A ist die Mutationsrate so hoch, dass neutralisierende Antikörper vor allem gegen jeweils einen Stamm wirken.[9] Um Impfdurchbrüche zu vermeiden, werden  Influenzaimpfstoffe daher jährlich in ihrer Zusammensetzung an die zirkulierenden Virusvarianten des letzten Jahres angepasst.
- Aufgrund der hohen Mutationsrate sind Impfdurchbrüche – neben der Viruslatenz – eine der Herausforderungen bei der Entwicklung eines HIV-Impfstoffs.[10]
- Nach der COVID-19-Impfung wurden bis April 2021 knapp 6000 Impfdurchbrüche unter 84 Millionen vollständig geimpften US-Amerikanern beobachtet.[11]